# アマールと夜の訪問者
『アマールと夜の訪問者』（アマールとよるのほうもんしゃ、Amahl and the Night Visitors）は、ジャン＝カルロ・メノッティ作曲の1幕のオペラ。メノッティ自身がオリジナルの台本（英語）も手がけている。日本語の訳題は他に『アマールと夜の訪問者たち』『アマールと夜の来客』『アマールと三人の王様』『アマールと三人の博士』など。
1951年12月24日、ニューヨークのNBCスタジオにて行われた初演が、そのままテレビジョン放送された。ホールマーク・ホール・オブ・フェイムの初回放送演目。テレビ向けに特化されたオペラとしてアメリカ合衆国で最初に作られた作品である。現在は、クリスマスものオペラの定番になっている。

## 登場人物
- メインキャスト（括弧内はオリジナル版の出演者） 
  - アマール Amahl - ボーイソプラノ - チェット・アレン (Chet Allen)
  - アマールの母 - メゾソプラノまたはソプラノ - ローズマリー・クールマン (Rosemary Kuhlmann)
  - カスパール王 King Kaspar - テノール - アンドルー・マキンリー (Andrew McKinley)
  - メルキオール王 King Melchior - バリトン - デイヴィッド・アイケン (David Aiken)
  - バルタザール王 King Balthazar - バス - レオン・リシュナー  (Leon Lishner)

- その他の配役
  - 従者 - バリトン  - フランシス・モナキノ (Francis Monachino)
  - 羊飼いたち - 合唱
  - 踊る羊飼いたち -  ダンサー - メリッサ・ヘイドン (Melissa Hayden)、グレン・テトリー、ニコラス・マガリャネス (Nicholas Magallanes)）
- オリジナル版の管弦楽は、NBC交響楽団（シンフォニー・オブ・ジ・エア）、指揮：トーマス・シッパーズ。

番組冒頭、メノッティ自身が物語の解説のために登場した後、当時としては珍しく、コーラスを除く全てのキャストがタイトル画面にクレジットされた。

## あらすじ
- とき：紀元1世紀
- ところ：ベツレヘム近郊

肢体不自由の少年アマールは愉快で優しい心根の子どもだったが、ほら話をするのが大好きという困った一面も持っていた。ある夜「お母さん! うちの窓をびっちり覆うくらい大きな星が出ているよ!」と言い出した彼の話を、母親は全く信じない。その夜遅く、ドアをノックする音に母は「出て行って誰だか見ておいで」とアマールに頼む。少年が戸口に見たものは、なんと立派な身なりの3人の王様（新約聖書に出て来る「東方の三博士」）。王たちがアマールと母に告げたのは「すばらしい子どもに貢ぎ物を捧げるため、もう長いこと旅を続けている。ここでしばらく休ませてもらえないか。」という話。母は村人たちの手を借り、一行に食べ物を施し座興を催す。
夜も更けて、母は我が子が乞食にならずに済むのならと、どこぞの子にやってしまうという黄金に手を伸ばし、王の従者に見とがめられる。「お母さんをぶたないで!」と母をかばうアマール。「母よ、これはあなたがとっておきなさい。私たちの聖なるみどりごは、神の国を作るために黄金など使う必要は無いのです。」とメルキオール王は言う。母は「そのみどりごに何一つ贈り物を捧げる事ができない」と嘆いている。だが、「僕にはこの松葉杖がある。おかあさん、これをあげようよ!」とアマールが杖を差し出すと、少年の脚は癒えたのだった。アマールはその救い主に会うために、3人の王様とともに至福の旅へと出かけていく。

## 上演・放送史
メノッティは放送用オペラということを念頭に『アマールと夜の訪問者』を書いている。「もし、テレビでまたこれをやってくれればラッキーだ。オペラをつくるということは大変な苦労なのだが、それをたった一度の放送で見せて終わってしまうなんて馬鹿げている。」と述べる。
『アマールと夜の訪問者』は、テレビ史上初のクリスマス恒例特番というべきものになる。1947年頃からチャールズ・ディケンズの『クリスマス・キャロル』を扱った番組がいくつか放送されているが、『アマール』のように同じ技術スタッフで、同じ放送局から、しかも毎年オンエアされるということは無かった。1951年から1966年の間、NBCテレビはクリスマス・イブの前後、「アルコア・アワー」「NBCテレビオペラ」「ホールマーク・ホール・オブ・フェーム」といった「テレビ名作劇場」のようなかたちで毎年『アマール』を放送し続けた。
メノッティ自身が番組冒頭、画面に登場して、物語の背景を語りオペラの解説をする。また、カーク・ブラウニングや指揮者のトーマス・シッパーズに謝辞を述べる。
初期の3回の放送は白黒（1952年のイースターとクリスマスのときの放送分までが白黒）、1953年の初頭にはカラー化された。これは「オペラ」ということもあり、また、テレビ局の経営陣がテレビでオペラを放送することにあまり乗り気ではなかったため、プライムタイムの番組ではなくお昼のテレビ番組として例外的に編成が組まれたことによる。吹き替え版を通じ、アメリカ国外でも放送された。
長い間、オリジナル版の保存フィルム（キネスコープ）は紛失したものと考えられていたが、残存コピーがペーリー・メディアセンター(The Paley Center for Media、旧The Museum of Television & Radio (MT&R) もしくは The Museum of Broadcasting)で発見され、現在閲覧可能になっている。ただ、テレビ番組としては長年、オンエアされなかった。2007年にビル・マッキーバー (Bill McIver) 演ずる1955年の『アマール』のキネスコープ版がデジタル化され、DVDとして販売されている。
当初、『アマール』は生放送だったが、1963年にキャストを一新し、NBCでビデオに収録された。このビデオ・バージョンのオンエアは1963年から1966年まで。1966年以降は姿を消していたが、1978年に母をテレサ・ストラータス (Teresa Stratas)、アマールにロバート・サポルスキ (Robert Sapolsky)、3人の王様にウィラード・ホワイト (Willard White)、ジョルジオ・トッツイ (Giorgio Tozzi)、ニコ・カステル (Nico Castel) を起用し、ベツレヘム・ロケを交えた新バージョンがNBCで撮影された。しかし、こちらは1951年から1963年までの最初期のもののような毎年恒例の番組にはならなかった。1955年と1978年制作のものはビデオ版でリリースされているのみである。サウンドトラックは1951年と1963年制作のものがRCAビクターからレコード化され、1951年版の方はCD化もされている。1963年版のレコードはステレオ録音された最初のものとなった。

### BBCバージョン
BBCは、1950年代に『アマール』を2本制作している。最初のものは、1955年12月20日オンエア。クリスチャン・シンプソン (Christian Simpson) の制作による。マルコム・デイ (Malcolm Day) をアマールに、グラディス・ウィッタード (Gladys Whitred) を母に起用した。音楽は、シンフォニア・オブ・ロンドンが担当した。生放送であったため、番組のテープはもともと記録されていないか、あったとしても保存されておらず、ウィンドミルロードのBBCアーカイブにも残っていない。2番目のものは1959年12月24日の放送。このバージョンは、BBCアーカイブの35mmの録画フイルムとして現存している。クリスチャン・シンプソンが再びメガホンをとり、クリストファー・ニコルス  (Christopher Nicholls) がアマールを、エルシー・モリソン (Elsie Morrison) が母を演じた。音楽はロイヤル・フィルハーモニー管弦楽団による演奏。2002年12月に3作目の『アマール』がパブロ・ストロング (Pablo Strong) の主演で放送されることに決まっていたが、権利問題からとりやめになっている。

## 日本に於ける上演
日本初演は1954年、伊藤栄一指揮、二期会による。
『アマールと夜の訪問者』は、日本ではテレビ番組としてではなく、ファミリー向けオペラとして主として劇場等で上演されている。アマールの笛を模したオーボエのソロ。ボーイソプラノとソプラノ（またはメゾソプラノ）を組ませて聞かせるアマールと母の二重唱。3人の王様によるアンサンブルやソロの妙など、いずれも大劇場に比べ観客の至近で奏される。また、客席の反応を見ながら繰り出される滑稽な演技など、ライブ上演を通じてしか堪能できない楽しみは多い。楽器編成・必要最低限の役者がどちらも10人前後というキャスティングのコンパクトさが幸いして、市民オペラのプロデュースによる小規模劇場や学校・宗教施設での上演演目として取り上げられてきている。
ただ、学齢期の少年に現代的な和声によるボーカルスコアを歌わせ、舞台に上げるという点ではハードルが高く、国内の上演ではアマール役として成人女性のソプラノをあてることが一般的になっている。ボーイソプラノを起用した上演では、1970年代初頭から東京室内歌劇場を通じて公演に参画してきたTOKYO FM少年合唱団（旧ビクター少年合唱隊）が、現在までに多くのアマール役を輩出している。